# Metujská niva
Metujská niva je geomorfologický okrsek v střední části Úpsko-metujské tabule, ležící v okrese Náchod v Královéhradeckém kraji.

## Poloha a sídla

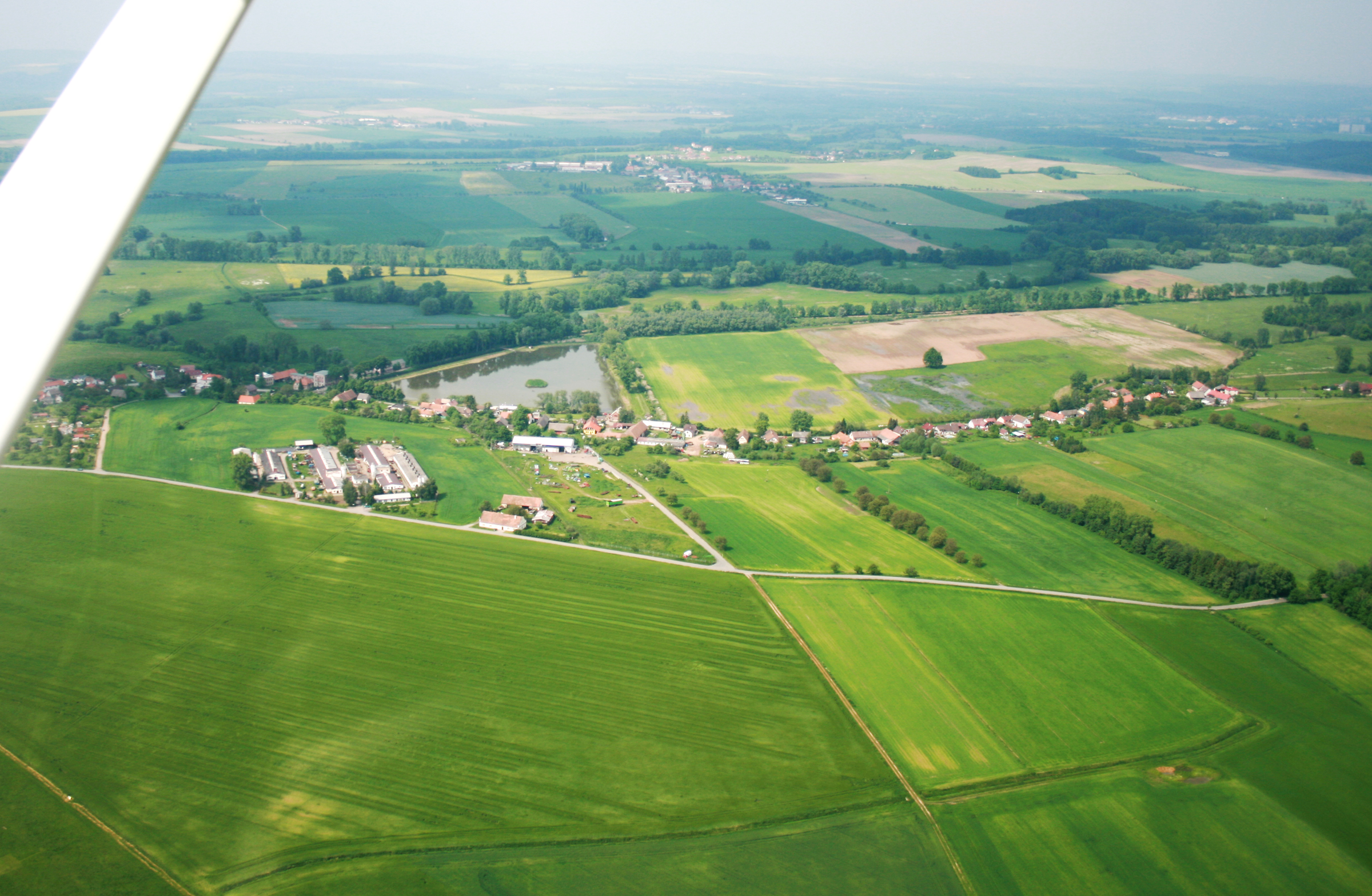
Metujská niva, v popředí ves a rybník Starý Ples

Pás okrsku kolem řeky Metuje se táhne zhruba mezi sídly Jaroměř (na západě) a Nové Město nad Metují (na východě). Uvnitř okrsku leží částečně město Nové Město nad Metují.
Okrsek obsahuje chráněné území přírodní památka Stará Metuje.

## Geomorfologické členění
Okrsek Metujská niva (dle značení Jaromíra Demka VIC–2A–5) geomorfologicky náleží do celku Orlická tabule a podcelku Úpsko-metujská tabule.
Alternativní členění Balatky a Kalvody okrsek Metujská niva nezná, uvádí pouze dva jiné okrsky Úpsko-metujské tabule (Českoskalická tabule a Novoměstská tabule).
Niva sousedí s dalšími okrsky Orlické tabule (Rychnovecká tabule na severozápadě, Novoměstská tabule na severu, Bohuslavická tabule na jihu) a s celkem Východolabská tabule na západě.